# 1956年メルボルンオリンピックのニセ聖火リレー事件

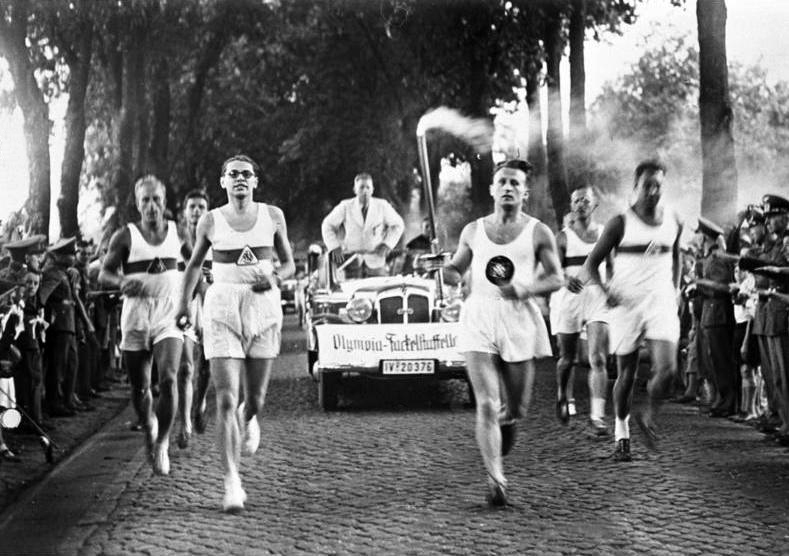
ベルリンオリンピックでの聖火リレー。ナチズムに起源があるということが、ラーキンがオリンピック聖火リレーに抗議した理由の一つであった。

1956年メルボルンオリンピックのニセ聖火リレー事件（1956ねんメルボルンオリンピックのニセせいかリレーじけん）は、1956年、オーストラリア・シドニーにて獣医学を学ぶ学生バリー・ラーキン(Barry Larkin)が、同年に開催されたメルボルンオリンピックのニセの聖火リレーを行った騒動である。

## 概要
シドニー大学の学生寮セント・ジョンズ・カレッジの学生であったラーキンら9人はメルボルン五輪の聖火リレーに抗議することを計画した。元々聖火リレーが1936年ベルリンオリンピックにて、ナチス政権によって始められたものであるというのがその理由の一つであった。
計画では、他の一人の生徒が白いショーツと白いトップを着込み、ニセモノのトーチを運ぶことになった。ニセモノのトーチは木製の椅子の足を銀色に塗ったものに、先端にクリスマスプディングの缶を乗せて作られた。そして缶の中には、兵役中の学生がはいていたパンツをケロシンに浸したものが入れられた。パンツを火にかけ、他の生徒が空軍予備役の制服を着用し、オートバイで先導した。
本物の聖火トーチはハリー・ディロン(Harry Dillon)によってシドニーに運ばれる予定であった。ディロンはシドニー市庁舎にてシドニー市長パット・ヒルズにトーチを示す。そしてスピーチを行った後、バート・バトンに聖火を渡すという手はずになっていた。ディロンが到着する前に二人の学生がニセの聖火を持ち運んだ。当初、人々は彼らが冗談で行っていると気づいており、警察官ですら彼らを見て微笑んでいた。するとニセのランナーがあまりにも腕を激しく振ったためにトーチからパンツが落ちてしまい、ランナーはパニックに陥りその場から逃亡してしまった。9人の生徒のうちの一人であったピーター・グラルトン(Peter Gralton)はパンツを回収し、ラーキンにトーチを拾うよう伝えた。トーチを抱えたラーキンの背中をグラルトンが蹴り、彼に走るよう伝えた。
ラーキンはその言葉通り、シドニー市庁舎への道の残りの部分を走った。道中、ラーキンは彼を本物の聖火ランナーであるディロンだと勘違いした警察によって警護されていた。そして市庁舎にてヒルズ市長に聖火トーチを示した。ヒルズは準備ができていなかったため、聖火トーチには目もくれずにすぐにスピーチを始めた。ヒルズが話している間にラーキンは注目を避けながらこっそり歩いて抜け出した。ヒルズは誰かがあの聖火トーチはニセモノだとささやいたのを耳にし、ようやく事態を飲み込んだ。ヒルズはラーキンを探したが、既に群衆の中に紛れて消えてしまっていた。

### 余波
聖火がニセモノであることに気づいた群衆は収まらなくなっていった。ディロンが本物の聖火トーチを持って到着した際にも、群衆はまだ不満を口にしていた。ヒルズ市長は群衆をなだめなくてはならなくなり、警察はディロンが進むための道を確保しなければならなかった。バトンが聖火を引き継ぎ、軍用トラックが彼の進路を確保した。
大学に戻ったラーキンは学生寮の寮長より祝福され、その日の午前中の試験に行くと同級生にスタンディングオベーションで迎えられた。ラーキンは本物の聖火リレー運営のマーク・マースデン(Marc Marsden)と知り合いだったため、このイタズラをしでかすことができたのだった。ラーキンはその後、獣医師となり成功を収めた。
ニセの聖火トーチはメインホールの受付に運ばれ、最終的には聖火リレーを車で追いかける旅をしていたジョン・ローラー(John Lawler)の手に渡った。彼はそれを注意深く保管していたが、自宅の片付けを行った時に誤って紛失してしまった。

### 二番煎じ
2000年シドニーオリンピックが開催されている期間中、ラーキンの起こしたこの騒動が報道機関によって取り上げられた。結果として警察はこのニセ騒動を再び起こさせないよう措置をとることとなった。その中には、警備隊が聖火リレーのルートに並ぶというものもあったが、これは聖火トーチが見えなくなるといった理由で不満が出るなど支持されなかった。この大会では聖火リレーを中断させようという試みが2回行われている。2人がトーチを盗もうとしたり、男が単独で消火器を使いトーチを消火してしまおうとしたが、いずれも失敗している。